# Pôle républicain indépendant et libéral
De Pôle républicain indépendant et libéral (PRIL) was een kleine Franse liberale en centristische politieke partij die in 1998 kortstondig bestond en onderdeel uitmaakte van de Union pour la démocratie française (UDF). 
De PRIL werd opgericht door oud-leden van Démocratie libérale (DL) die het oneens waren met de koers van partijvoorzitter Alain Madelin en gekant waren tegen de uittreding van de partij uit de federale UDF. In november 1998 werd de PRIL alweer opgeheven toen werd besloten dat de leden rechtstreeks lid zouden worden van de UDF.